# Nina Agdal

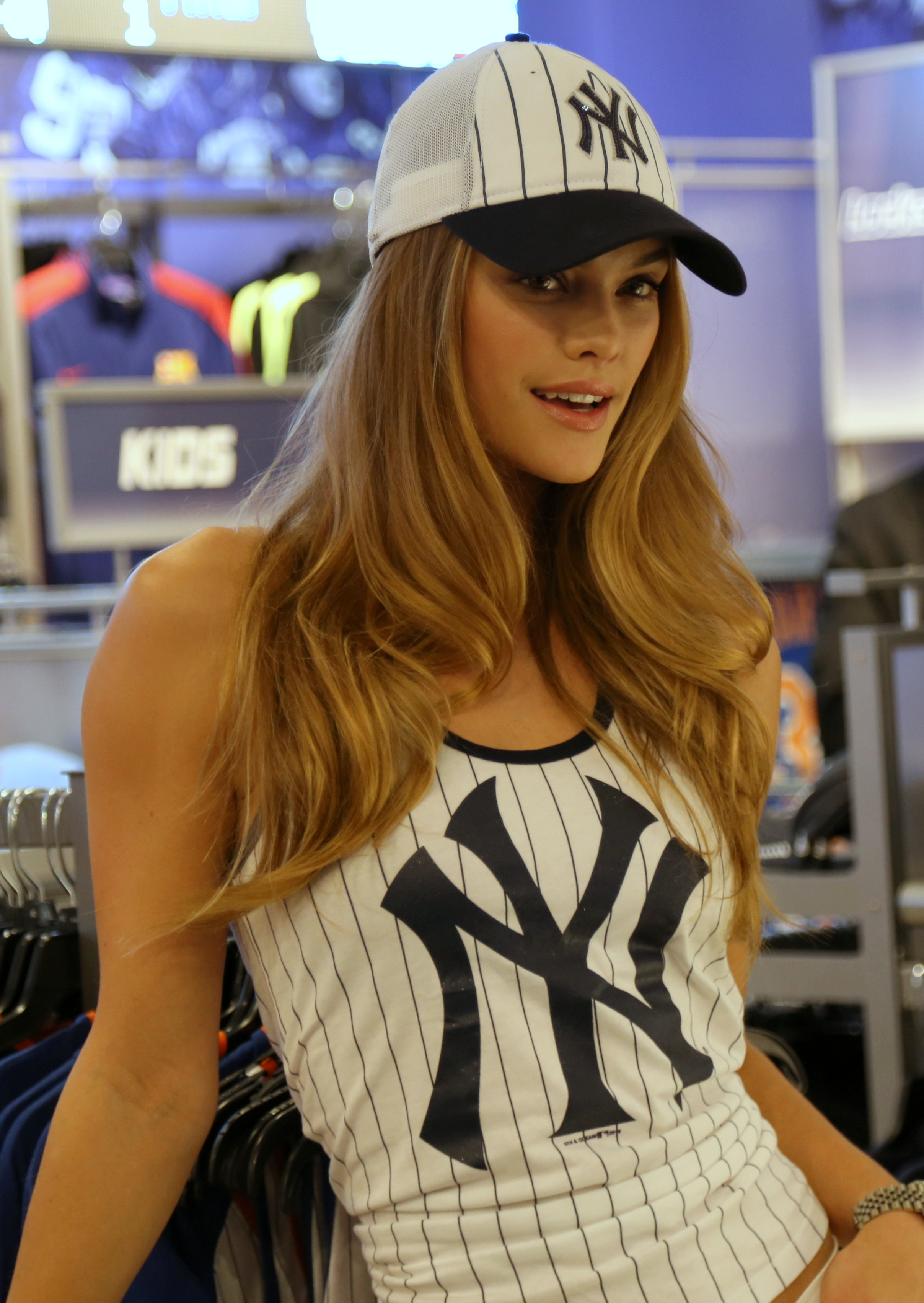
Nina Agdal (2016)

Nina Brohus Agdal (* 26. März 1992 in Hillerød, Dänemark) ist ein dänisches Model.

## Leben
Sie steht bei Elite Model Management unter Vertrag und modelte u. a. schon für Billabong, Leonisa, Banana Moon Swimwear, Macy’s, Frederick’s of Hollywood und Victoria’s Secret. Im Jahr 2012 erschienen erstmals Fotos von ihr in der Sports Illustrated Swimsuit Issue. 2013 warb sie in einem Super-Bowl-TV-Spot für die Fast-Food-Kette Carl’s Jr. Im Jahr 2014 war sie auf dem Cover der fünfzigjährigen Jubiläumsausgabe der Sports Illustrated Swimsuit Issue mit Chrissy Teigen und Lily Aldridge zu sehen.
Nach fast einem Jahr Beziehung hat sie sich im Mai 2017 von Leonardo DiCaprio getrennt.
Seit Juli 2023 ist sie mit Logan Paul verlobt.